# Sant'Agata di Militello
Sant'Agata di Militello är en ort och kommun i storstadsregionen Messina, innan 2015 i provinsen Messina, i regionen Sicilien i sydvästra Italien. Kommunen hade 12 393 invånare (2017).